# Kerenski-Offensive
1914

Ostpreußische Operation (Stallupönen, Gumbinnen, Tannenberg, Masurische Seen) – Galizien (Kraśnik, Komarów, Gnila Lipa, Lemberg,
Rawa Ruska) – Przemyśl – Weichsel – Krakau – Łódź – Limanowa–Lapanow – Karpaten
1915

Humin – Masuren – Zwinin – Przasnysz – Gorlice-Tarnów – Bug-Offensive – Narew-Offensive – Großer Rückzug – Nowogeorgiewsk – Rowno – Swenziany-Offensive
1916

Naratsch-See – Brussilow-Offensive – Baranowitschi-Offensive
1917

Aa – Kerenski-Offensive (Zborów) – Tarnopol-Offensive – Riga – Unternehmen Albion
1918

Operation Faustschlag – Krim
Die Kerenski-Offensive, 1. bis 19. Juli (julianischer Kalender 18. Juni bis 6. Juli) 1917 benannt nach dem damaligen russischen Kriegs- und Marineminister Alexander Kerenski, war eine Offensive der russischen Truppen gegen die Ostfront der Mittelmächte im Ersten Weltkrieg. Sie hatte das Ziel, die von Krieg und Revolution gebeutelte russische Nation zu stabilisieren und die Mittelmächte am Vordringen auf russisches Gebiet zu hindern. Mit der Offensive wollte Kerenski einen Annexionsfrieden verhindern und günstigere Bedingungen für die Friedensverhandlungen schaffen.

## Hintergrund

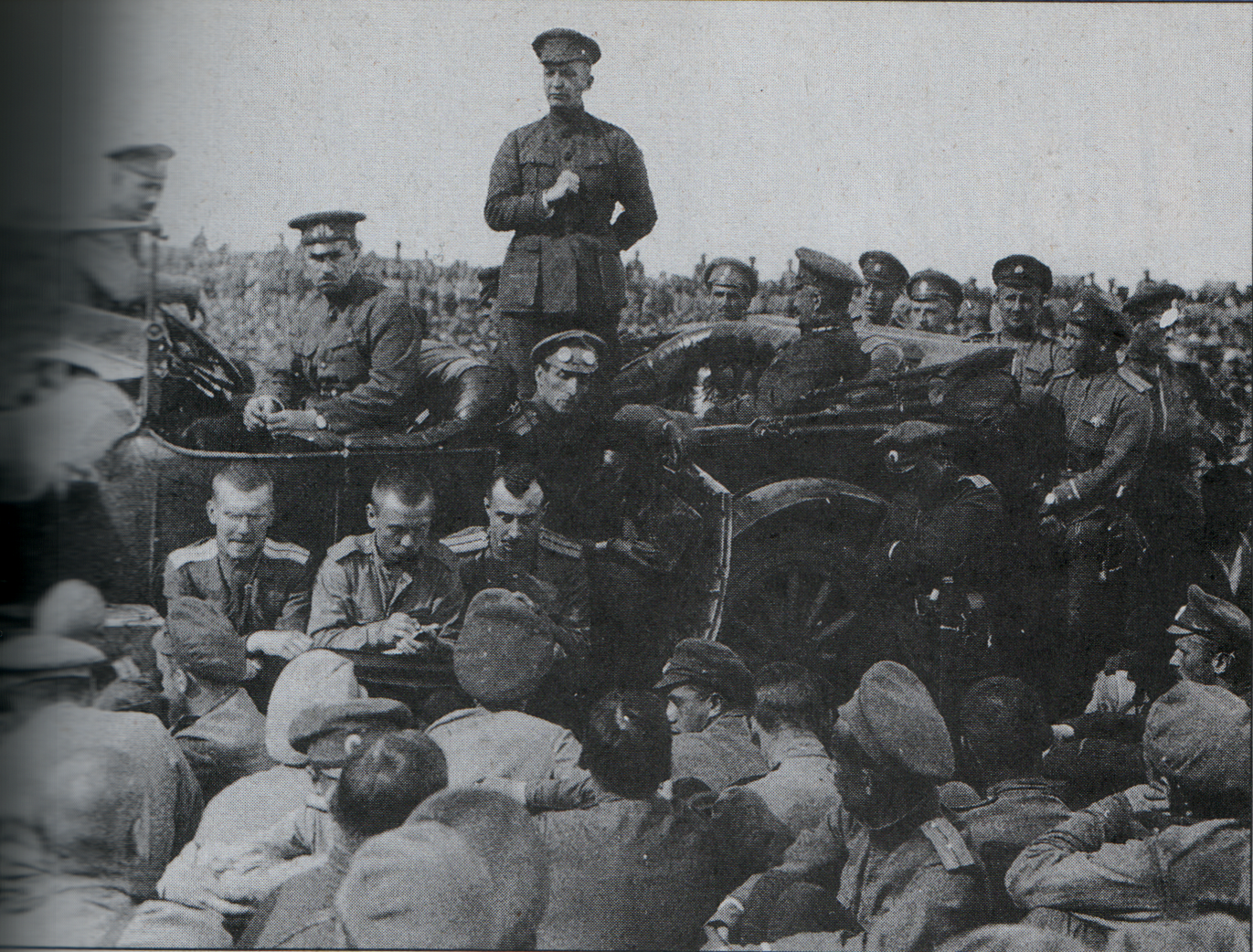
Kerenski spricht vor Fronttruppen, Mai 1917

Im Jahre 1917 war es zu großen politischen und sozialen Umbrüchen im Russischen Reich gekommen. Nach der Februarrevolution, in der Zar Nikolaus II. gestürzt worden war, suchten mehrere politische Gruppierungen die Macht zu ergreifen. Die Provisorische Regierung wurde zunächst unter Ausschluss der linken Parteien gebildet. Nach der Aprilkrise, ausgelöst durch die Miljukow-Note, traten Sozialrevolutionäre und Menschewiki in die Regierung ein. Neuer Kriegsminister wurde im Mai der Sozialrevolutionär Kerenski.
Nach der Februarrevolution war es zu Fraternisierung zwischen den Fronten gekommen. Die deutsche Führung vermied es, diese Entwicklung durch Offensivhandlungen zu stören und setzte auf einen inneren Zerfall Russlands. In dieser Lage ordnete Kerenski eine neue Offensive an, um die Position des jungen Staates gegenüber den Mittelmächten zu bessern und um die innere Lage zu stabilisieren. Außerdem drängten die verbündeten Staaten der Entente auf ein rasches Vorgehen, denn sie fürchteten einen Zusammenbruch Russlands. Eine US-amerikanische Mission unter Elihu Root bot der provisorischen Regierung Kredite als Gegenleistung für eine Fortsetzung des Kampfes. Die Vorbereitungen zur Offensive wurden von einer Propagandakampagne begleitet. Kerenski bereiste persönlich die Front und setzte Kommissare ein, um die Kampfmoral wieder zu stärken. Zudem ersetzte er den als Anhänger des Zaren geltenden Oberkommandierenden der Streitkräfte Michail Alexejew durch Alexei Brussilow, der die Revolution unterstützt hatte.

## Russischer Aufmarsch
Ende Juni hatte Kerenski die meisten russischen Soldaten von der Notwendigkeit einer neuen Offensive überzeugt. Die Offensive, die er plante, sollte gegen den Südwesten der Westfront ansetzen, wo schon ein Jahr zuvor die Brussilow-Offensive relativ erfolgreich verlaufen war. Ziel der Offensive war die Eroberung Lembergs, das bereits Ziel der Brussilow-Offensive vom Vorjahr gewesen war. Zudem sollten die Ölquellen von Drohobytsch erobert werden, die für die Kriegsführung der Mittelmächte von besonderer Bedeutung waren.

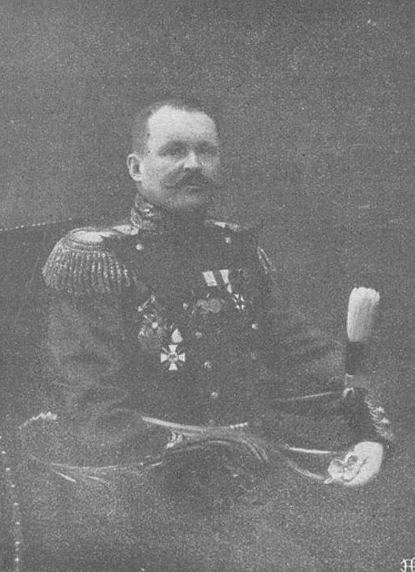
General Alexei Gutor

Den Hauptangriff sollten die Armeen der russischen Südwestfront unter Alexei Gutor führen, während die übrigen Fronten Ablenkungsangriffe durchführen sollten. Zum Angriff waren etwa 40 Infanterie- und 8 Kavallerie-Divisionen zusammengezogen worden, darunter mehrere finnische, sibirische und kaukasische Verbände. Die Artillerie zählte etwa 800 Rohre, davon 158 mittlere und 370 schwere Geschütze.
- Am Nordflügel war die 11. Armee unter General Iwan Erdeli zwischen Brody und Konjuchy gegen Lemberg angesetzt. Sie führte am ersten Angriffstag den Hauptstoß mit dem V. Sibirischen Korps sowie dem XVII., XXXXIX. und VI. Armeekorps. Im Raum Tarnopol war zudem das 1. Gardekorps und das XXXXV. Armeekorps als Frontreserve verfügbar.
- In der Mitte hatte die im Raum Butschatsch konzentrierte russische 7. Armee unter General Wladimir Seliwatschow beiderseits Brezany und dem Dnjestr bei Halicz gegen den Abschnitt der deutschen Südarmee anzugreifen. Angesetzt waren hier etwa 12 Infanterie- sowie vier Kavalleriedivisionen, gebildet durch das III. Kaukasische und das XXII. Armeekorps in der Mitte, dem XXXIII. Armeekorps am linken und dem XXXIV. und XXXXI. Armeekorps am rechten Flügel. Als Reserve dahinter fungierte das VII. Sibirische und das II. und V. Kavallerie-Korps.
- Südlich des Dnjestr im Raum Kolomea konzentriert, sollte die russische 8. Armee unter General Lawr Kornilow verspätet eingreifen und den Angriff gegen die Front der k.u.k. 3. Armee unter Generaloberst Karl Křitek vortragen.

## Verlauf der Offensive
Schon am 29. Juni 1917 begann mit überraschender Wucht das Vorbereitungsfeuer der russischen 11. Armee im Abschnitt Zborow gegen die Stellungen der k.u.k. 2. Armee der Heeresgruppe des Generalobersten Eduard von Böhm-Ermolli im östlichen Galizien. Am 30. Juni folgten zwar Aufklärungsvorstöße aber noch kein richtiger Ansturm. Gegenüber der deutschen Südarmee unter General der Infanterie von Bothmer setzte das Artilleriefeuer der russischen 7. Armee im Raum Brezany erst am 30. Juni an.

### Schlacht bei Zborów
Am 1. Juli gegen 9 Uhr vormittags begann der Massensturm der russischen Infanterie an der ganzen Angriffsfront; in den ersten drei Tagen brachte er die erhofften Erfolge. Die größtenteils österreichisch-ungarischen Truppen wurden zurückgeworfen, und die russischen Truppen drangen bei mildem Wetter schnell nach Westen vorwärts. Die Front des k.u.k. IX. Korps unter General Kletter von Gromnik wurde aufgerissen, die Hauptkampflinie der 19., 32. und 54. Infanteriedivision zwischen Zborów und Konjuchi brach zusammen. Erst die dritte Linie konnte nach dem Eingreifen der deutschen 197. und 223. Infanterie-Division stabilisiert werden. Die böhmischen Infanterie-Regimenter Nr. 35 und 75 leisteten am 1. Juli nur anfangs schwachen Widerstand und ergaben sich dann. Die auf russischer Seite aus Kriegsgefangenen gebildeten Tschechoslowakischen Legionen errang in der Schlacht bei Zborów gegen die eigenen Landsleute der k.u.k. Armee trotz militärischer Unterlegenheit einen Überraschungssieg und schrieb damit tschechoslowakische Geschichte. Am 2. Juli gegen 15.00 Uhr waren die Tschechoslowakischen Legionen bereits bis fünf Kilometer tief in gegnerisches Gebiet vorgedrungen. 3.300 Soldaten wurden gefangen genommen und große Mengen an Kriegsgerät erbeutet. Bei Zborow machte die russische 11. Armee insgesamt 18.000 Gefangene und erbeutete 21 Kanonen.

### Kämpfe bei Brzezany
Nach und nach brandeten derweil bis 3. Juli Angriffe von 12 russischen Divisionen der russischen 7. Armee gegen die Front der Südarmee im Raum südlich von Brzezany ab. Das deutsche XXV. Reserve-Korps unter General von Heineccius und das am linken Flügel bis Konjuchy haltende k.u.k. XXV. Korps unter General Hofmann konnten ihre Stellungen behaupten. Der Angriff des russischen XII. Armeekorps gegen die Front des k.u.k. XV. Korps zerschellte an der Standhaftigkeit der dort eingesetzten türkischen 20. Division. Alle Angriffe gegen die Front des zwischen der Narajowka und an der Ceniowka eingesetzten XXVII. Reserve-Korps wurde von der 75. und 53. Reserve-Division gleichfalls abgewiesen.

Skizze zur Offensive: rosa: russische Angriffe, blau: deutscher Gegenstoß

### Schlacht um Kalusz

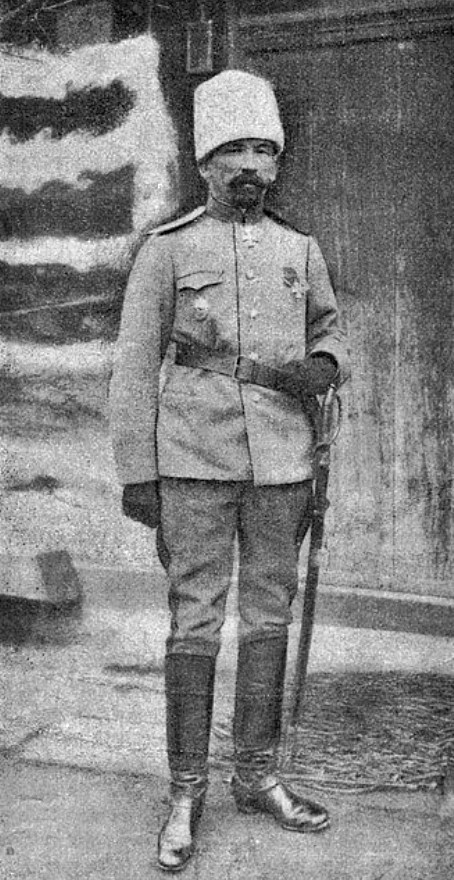
General Lawr Kornilow, Oberbefehlshaber der 8. Armee, übernahm nach der deutschen Gegenoffensive den Oberbefehl der Südwestfront

Am 6. Juli verlegte General Gutor den Schwerpunkt der Offensive zur südlichen 8. Armee.  Der südliche Flügel der Armee Kornilows blieb vor den Waldkarpaten defensiv, während der nördliche Flügel zwischen Jampol am Dnjestr und Nadworna den Angriff mit dem XII. und XVI. Armeekorps aus dem Raum Stanislau nach Westen führte. 8 Infanteriedivisionen und 4 Kavalleriedivision griffen die Front der österreichisch-ungarischen 3. Armee an, welche im Angriffsfeld mit sechs Divisionen verteidigte. Nach starkem Artillerieschlag brachen Kornilows Truppen nordwestlich von Stanislau durch die Front der k.u.k. 15. Division durch. Die Einnahme von Halicz durch die Russen am 7. Juli durchtrennte die Bahnverbindung zwischen Lemberg und Stanislau, am Ende des Tages hatten die Russen auf den Weg nach Kalusz auch das Tal der Lomnica durchschritten. Am 8. Juli fiel die dort beherrschende Höhe von Jutrena Gora (Höhe 354) in russische Hände.

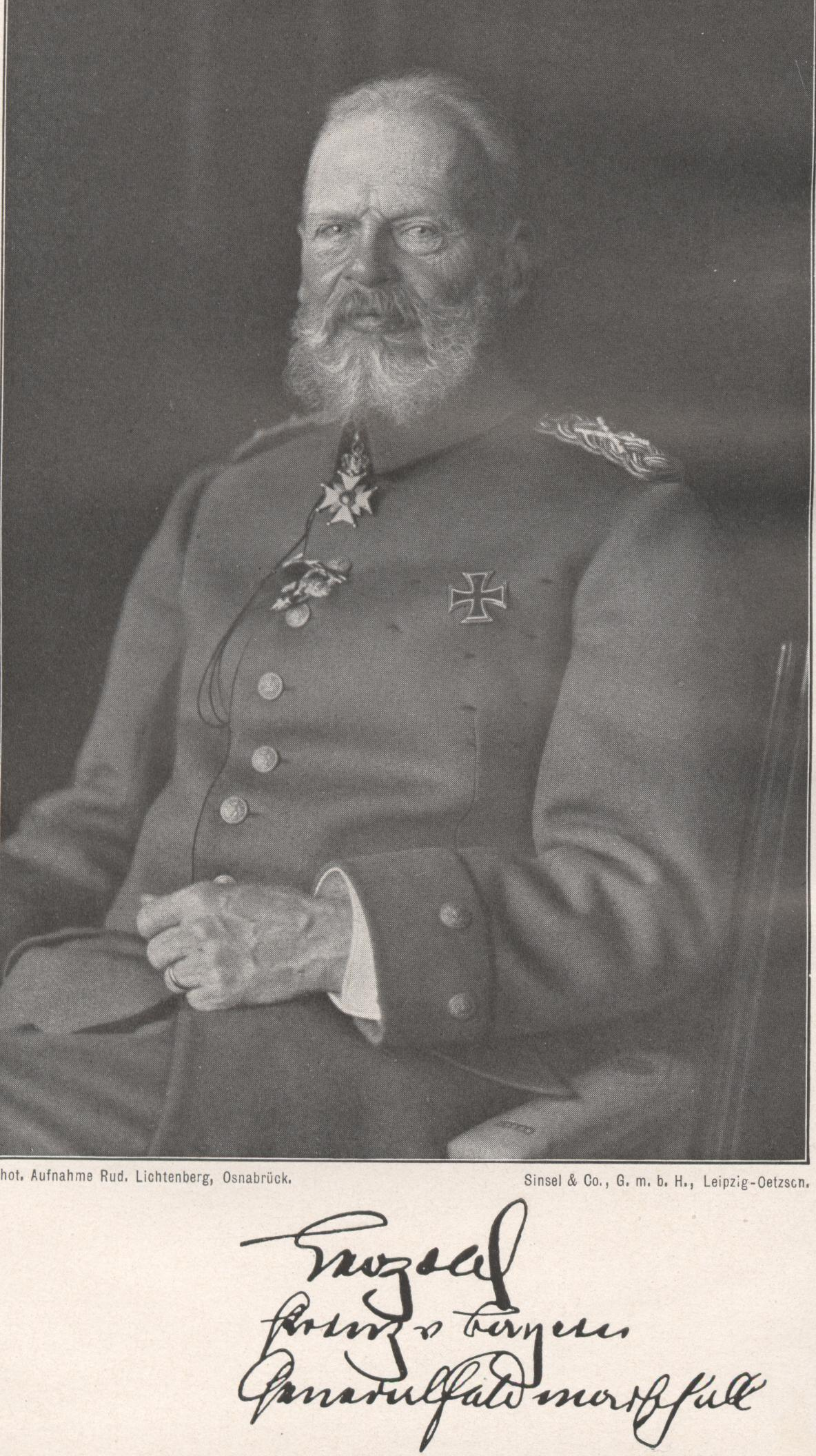
Generalfeldmarschall Leopold von Bayern

Ab dem 8. Juli konnte der deutsche Oberbefehlshaber Ost, Generalfeldmarschall Leopold von Bayern die russischen Offensive im Raum Zloczow stoppen. Die eilig eintreffenden deutschen Reserven begannen die Lage wiederherzustellen. Bis zum 11. Juli konnte das russische XII. Armeekorps am südlichen Abschnitt den Einbruch in Richtung auf Kalusz noch auf 18 Kilometer Tiefe erweitern. Die Verluste der Russen stiegen rasant, allein die 8. Armee hatte seit 6. Juli 40.000 Mann verloren. Auflösungserscheinungen zersetzten die Moral der zum Angriff befohlenen Divisionen, viele Soldaten weigerten sich weiterzukämpfen.

### Einstellung der Offensive
Während die Offensive noch lief, verschärfte sich auch im Hinterland die innenpolitische Lage: In Sankt Petersburg und Moskau brach am 16. Juli der Juliaufstand der Bolschewiki gegen die neue Offensive aus, der jedoch rasch niedergeschlagen wurde. Die Bolschewiki wurden entwaffnet, Lenin musste nach Finnland fliehen. Nach dem Rücktritt von Ministerpräsident Lwow wurde Kerenski am 20. Juli 1917 neuer Chef der Provisorischen Regierung.
Nach dem erfolgreichen Gegenstoß der Mittelmächte, der am 19. Juli durch die Armeegruppe Winckler aus dem Raum Zloczow nach Südosten eingeleitet wurde, konnten die russischen Truppen während der Offensive nach Tarnopol bis Anfang August nahezu vollständig aus Galizien vertrieben werden. Bis zum 24. Juli ließ Kerenski die Angriffe der 8. Armee bei Kalusz weiterführen, dann zwang ihn der deutsche Durchbruch auf Tarnopol zum Abbruch der Offensive.

## Folgen
Die Offensive beschleunigte den Kriegsaustritt Russlands. Die russischen Truppen waren nun endgültig moralisch und physisch ermüdet und zeigten erste Anzeichen der Meuterei. Zur Unterstützung der in Galizien und in der Bukowina bedrängten Russen griffen auch die verbündeten Rumänen zwischen Măraşti-Nămoloasa an. Am 26. Juli begann in der Schlacht am Oituz-Pass ein erster Entlastungsangriff gegen das österreichisch-ungarische VIII. Korps. Am 30. Juli ging die rumänische 2. Armee in den Waldkarpaten zum Gegenangriff über und entriss der k.u.k. 1. Armee (seit Anfang März unter General Rohr von Denta) bis zum 10. August große Teile ihrer Stellungen am Oituz-Pass.
Mit dem Scheitern der russischen Sommeroffensive ging auch die zunehmende Ablehnung der Regierung Kerenskis einher, was insbesondere zur Stärkung der Bolschewiki führte, da diese eine Beendigung des Krieges forderten. So kam es schon Mitte Juli nach der angeordneten Verlegung von Teilen der Garnison des Petrograder Militärbezirks an die Front zum bolschewistischen Juliaufstand in der Hauptstadt, der aber fehlschlug. Wenige Monate später konnten die Bolschewiki den Autoritätsverfall der Regierung Kerenski zu ihrer Machtübernahme im Zuge der Oktoberrevolution ausnutzen. So trug das Scheitern der Offensive indirekt zur Aufnahme der Friedensverhandlungen von Brest-Litowsk bei.